# Glossophaga soricina
Glossophaga soricina är en fladdermusart som först beskrevs av Peter Simon Pallas 1766.  Glossophaga soricina ingår i släktet Glossophaga, och familjen bladnäsor. IUCN kategoriserar arten globalt som livskraftig.

## Beskrivning
Med en underarmlängd av 21 till 36 mm är Glossophaga soricina en av de mindre arterna i släktet. Vikten ligger vid 9 till 10,5 g. Håren är ljusa vid basen och gråbruna vid spetsen. På den smala nosen finns en liten hudflik (bladet). Den korta svansen är helt inbäddad i svansflyghuden. Liksom hos andra släktmedlemmar förekommer en lång tunga.
Arten äter nektar, pollen och små växtdelar som kompletteras med några insekter. Hos arten observerades två varianter hur den säkerställer tillgången till föda. Några individer försvarar utvalda växter och är aggressiva mot andra fladdermöss som kommer närmare än 30 meter. Andra individer flyger en längre sträcka och äter från olika växter som finns längs vägen. Sträckan är vanligen 150 till 250 meter lång, men upp till 1450 meter dokumenterades. Glossophaga soricina vilar i grottor eller i byggnader. Där bildas kolonier med upp till 2000 medlemmar. Även blandade kolonier med arter från släktet Carollia förekommer.
Honor kan ha flera kullar per år och i vissa regioner hittas hela året individer som parar sig. Dräktigheten varar 3,5 månader och sedan föds oftast en unge, sällan tvillingar. Ungen håller sig i början fast i moderns päls. Efter 25 till 28 dagar får den flygförmåga.

## Underarter
Nio underarter finns listade, varav flera är ifrågasatta:
- G. soricina amplexicaudata?
- G. soricina antillarum
- G. soricina handleyi
- G. soricina microtis
- G. soricina mutica
- G. soricina nigra?
- G. soricina soricina
- G. soricina valens
- G. soricina villosa?

## Utbredning
Glossophaga sorcina är en sydamerikansk och centralamerikansk art som rapporterats från Argentina, Belize, Bolivia, Brasilien, Colombia, Costa Rica, El Salvador, Franska Guyana, Grenada, Guyana, Honduras, Jamaica, Mexiko, Nicaragua, Panama, Paraguay, Peru, Surinam, Trinidad och Tobago och Venezuela. Fladdermusen lever i skogar, i trädgårdar och i stadsparker.